# Богумил Гаазе
Богумил (Готліб) Гаазе (нім. Gottlieb Haase, чеськ. Bohumil Haase; 25 квітня 1763, Гальберштадт — 12 лютого 1824, Прага
) — чеський видавець та книгар, створив типометрію для Австрійської імперії.

## Життєпис
Народився у 1763 році у Гальберштадті, князівстві Гальберштадт, яке на той час (з 1648 року, рішенням Вестфальського миру, по 1806 рік) знаходилося в унії з Бранденбургом, у складі Королівмва Пруссія.

## Родина
Мав чотирьох синів: Людвік (1801—1868), Андрій (1804—1864), Богумил (1807—1887) та Рудольф (1811—1888).